# Blue Record
Blue Record è il secondo album del gruppo musicale Baroness, pubblicato nel 2009 con la casa discografica Relapse Records.

## Tracce
1. Bullhead's Psalm
2. The Sweetest Curse
3. Jake Leg
4. Steel That Sleeps the Eye
5. Swollen and Halo
6. Ogeechee Hymnal
7. A Horse Called Golgotha
8. O'er Hell and Hide
9. War, Wisdom and Rhyme
10. Blackpowder Orchard
11. The Gnashing
12. Bullhead's Lament